# Vikens kyrka
Vikens kyrka är en kyrkobyggnad i  Viken i Lunds stift. Den är församlingskyrka i Vikens församling.

## Kyrkobyggnaden
Nuvarande stenkyrka med torn färdigställdes 1825. En bit bort på gamla kyrkogården fanns två föregångare till dagens kyrka. Dels ett kapell från medeltiden och dels ett kapell från 1683. År 1873 byggde man till en sakristia vid nuvarande kyrkas östra sida. Sakristian är tresidigt avslutad och smalare än övriga kyrkan. Nuvarande tornspira byggdes till 1880.

## Inventarier
Dopfunten är gjord av skuren ek och härstammar från 1500-talet. Har tillsammans med dopfatet funnits i gamla kyrkan. Från de gamla kapellen har kyrkan ärvt dopfunten i ek från 1500-talet, samt dopfatet, altaruppsatsen från 1700-talet och nattvardssilvret från slutet av 1500 eller början av 1600-talet, en gåva från dåvarande herrskapet på Kulla Gunnarstorps slott, Holger Rosenkrantz.
Kyrkan har några gamla votivskepp och dessa bidrar till denna fiskar- och sjömanskyrkas karakteristiska utseende. Tre av skeppen är tillverkade och skänkta av sjöfolk i Viken, det fjärde är en sentida gåva av okänt ursprung. Minnen från gången tid är också de båda kollektbössorna "Skolestocken" och "Fattigstocken".

### Orgel
- En orgel flyttades hit från Väsby kyrka. Orgeln var byggd 1738 av Jonas Hielm, Växjö och hade 6 stämmor. Den utökades eller ombyggdes 1846 av Erik Henrik Lysell till 10 stämmor.
- 1900 byggde Salomon Molander & Co, Göteborg en orgel med 13 stämmor.
- Den nuvarande orgeln byggdes 1957 av Marcussen & Søn, Aabenraa, Danmark och är en mekanisk orgel. Fasaden är från 1900 års orgel och orgeln som flyttades hit från Väsby kyrka. 1967 byggdes orgeln till med ett ryggpositiv av Anders Persson Orgelbyggeri, Viken, Höganäs kommun.

| Ryggpositiv I | Huvudverk II  | Bröstverk III     | Pedal         | Koppel |
| Gedackt 8'    | Principal 8'  | Gedackt 8'        | Subbas 16´    | I/P    |
| Principal 4'  | Rörflöjt 8'   | Rörflöjt 4'       | Oktava 8'     | II/P   |
| Quintadena 4' | Oktava 4'     | Quintadena 2'     | Nachthorn 2'  | III/P  |
| Gemshorn 2'   | Flachflöjt 2' | Cymbel 1 chor     | Fagott 16'    | I/II   |
| Scharf 2 chor | Mixtur 4 chor | Regal 8'          | Vox humana 4' | III/II |
| Krumhorn 8'   | Trumpet 8'    | Crescendosvällare |               |        |

## Galleri

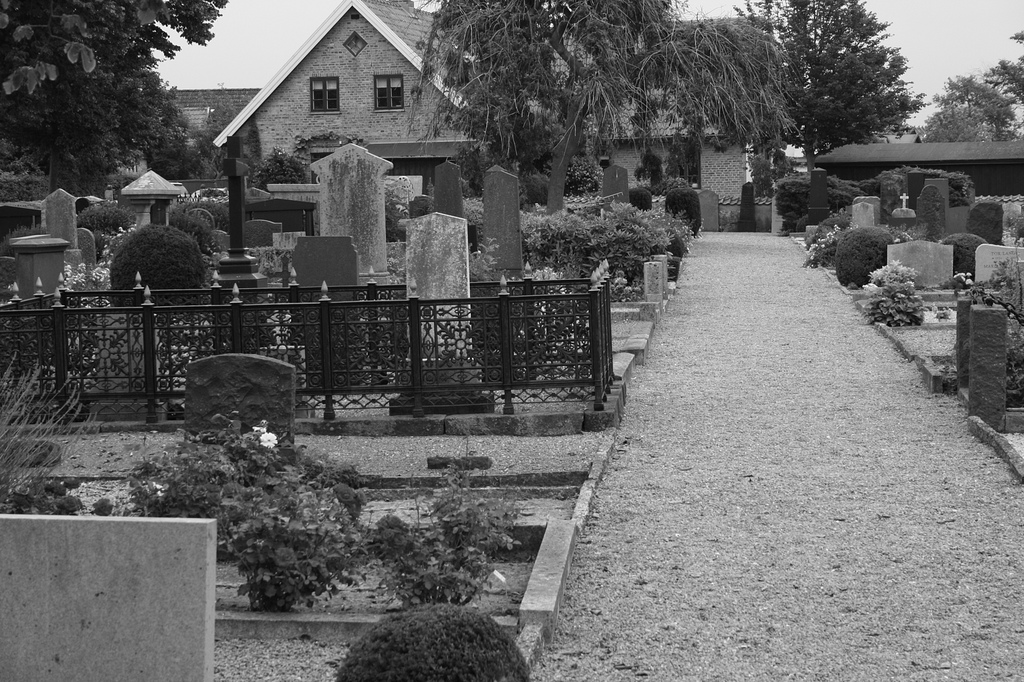
Vikens gamla kyrkogård
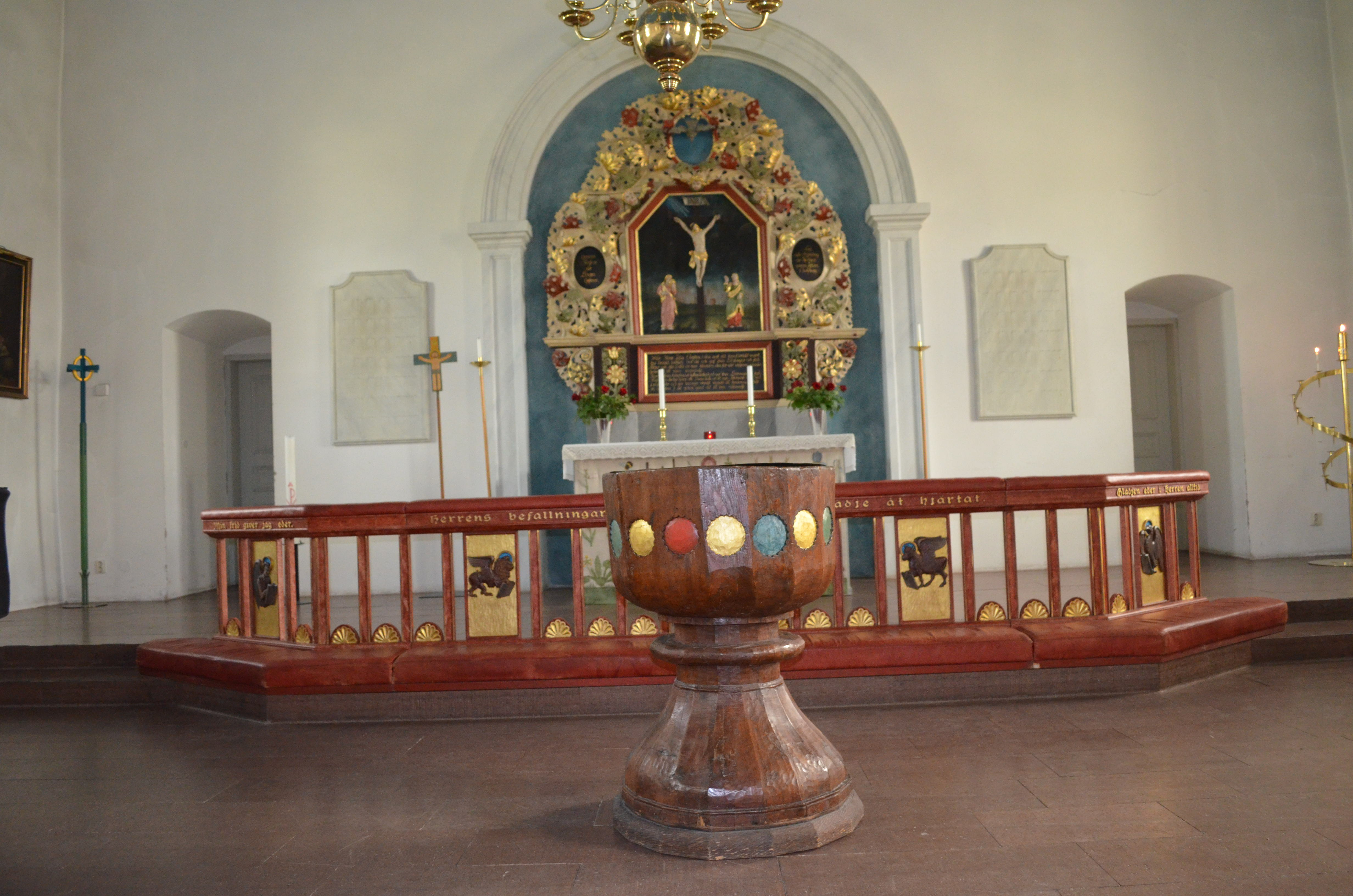
Altare och dopfunt
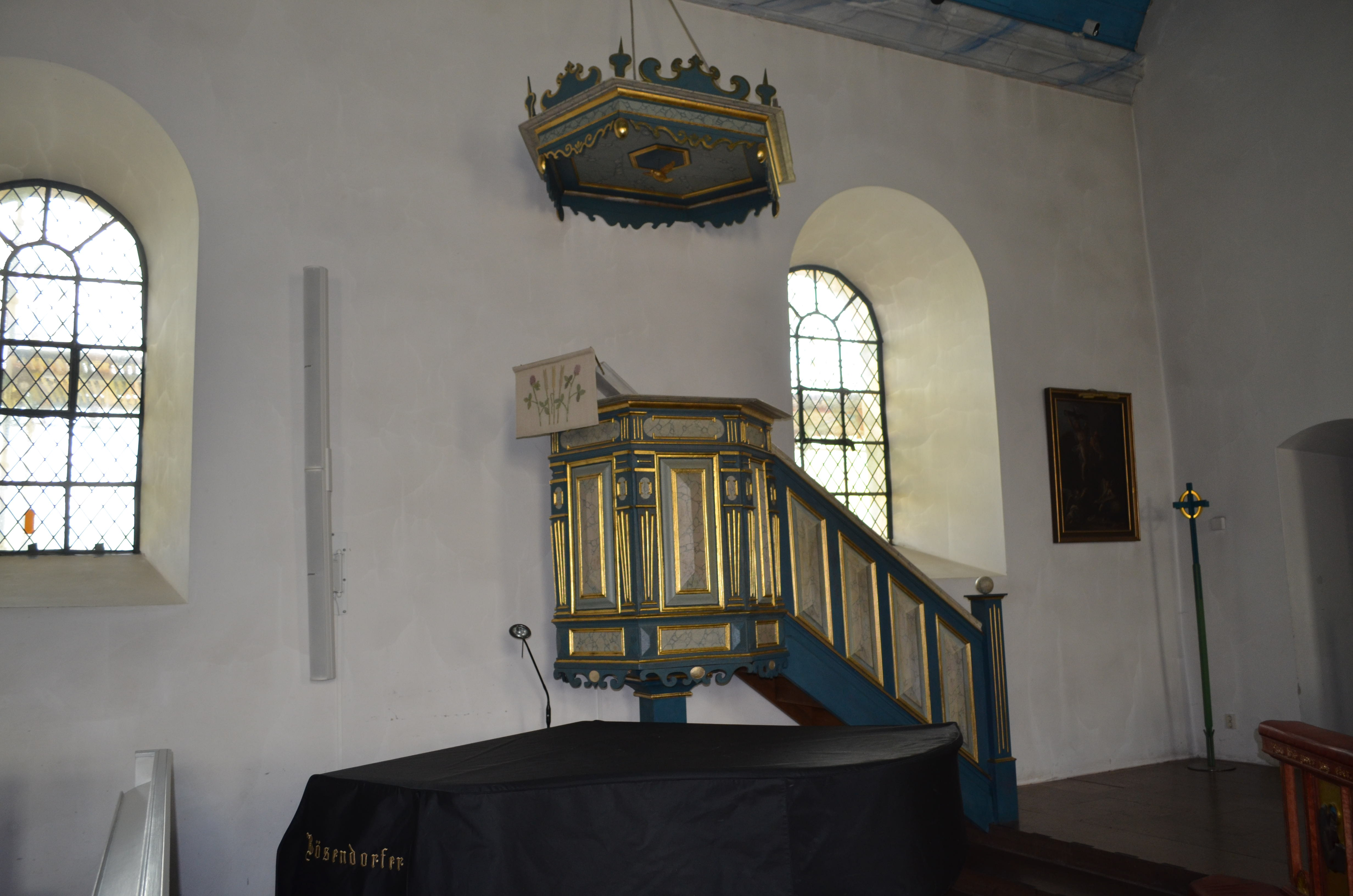
Predikstol